# Tomasz Makowiecki
Tomasz Makowiecki (ur. 10 czerwca 1983 w Gdyni) – polski muzyk, kompozytor, piosenkarz i autor tekstów.

## Życiorys

### Wczesne lata
Urodził się i dorastał w Gdyni jako syn Bożeny i Lecha Makowieckich, wokalistów folkowo–countrowego zespołu Zayazd. Jego młodsza siostra Katarzyna (ur. 1992) to także wokalistka, autorka tekstów i kompozytorka, występuje pod pseudonimem Seeme. Ukończył Szkołę Muzyczną I st. w klasie fortepianu i I Liceum Ogólnokształcące w Gdyni Orłowie. Początkowo myślał o zawodzie w kierunku informatyki.

### Kariera
W 2001 zdobył pierwsze miejsce w odcinku programu TVP2 Szansa na sukces dzięki wykonaniu utworu „Son of the Blue Sky” z repertuaru zespołu Wilki. W 2002 wystąpił w pierwszej edycji programu telewizji Polsat Idol, w którym zajął piąte miejsce. Po udziale w talent-show podpisał kontrakt fonograficzny z wytwórnią BMG Poland i wydał swój debiutancki album studyjny, zatytułowany Makowiecki Band. W tym samym czasie stanął także na czele zespołu sygnowanego tą samą nazwą. Album promowany był piosenką „Spełni się” i alternatywną wersją przeboju „Can’t Get You Out of My Head” Kylie Minogue.
W 2005 wydał z zespołem drugi album studyjny, zatytułowany Piosenki na nie, na którym znalazł się m.in. utwór „Między nocą a dniem” oraz tytułowa piosenka, nagrana na potrzeby festiwalu sopockiego w 2005.
W 2007 wydał album, zatytułowany Ostatnie wspólne zdjęcie. W 2008 wraz z muzykami zespołu Myslovitz utworzył grupę NO! NO! NO!. W 2010 wydał z nimi pierwszy album wydany pod tą samą nazwą. Z zespołem uzyskał dwie nominacje do nagrody Fryderyka 2011.
W 2010 w duecie z aktorką Beatą Tyszkiewicz nagrał piosenkę „Tych dwoje” specjalnie na potrzeby charytatywne promujące kalendarz Ladies & Gentlemen 2011 z dołączoną do niego płytą Muzyka z serca 2011.
W 2013 powrócił do solowej działalności artystycznej. Wydał wówczas swój pierwszy po siedmioletniej przerwie album studyjny, zatytułowany Moizm.

## Życie prywatne
8 sierpnia 2008 w Konstancinie wziął ślub z piosenkarką Reni Jusis. Ma z nią dwoje dzieci, syna Teofila (ur. 1 stycznia 2010) i córkę Gaję (ur. 5 lutego 2012). Pod koniec kwietnia 2019 para rozwiodła się.

## Dyskografia

### Albumy studyjne
| Rok  | Dane dot. albumu                                                                                         | Pozycje na liście | Pozycje na liście |
| Rok  | Dane dot. albumu                                                                                         | OLiS              | OLiS fiz          |
| ---- | --- | ----------------- | ----------------- |
| 2002 | Makowiecki Band - Data: 9 grudnia 2002 - Wydawca: BMG - Format: CD, digital download                     | 13                | X                 |
| 2005 | Piosenki na nie - Data: 2 maja 2005 - Wydawca: Sony BMG - Format: CD, digital download                   | 27                | X                 |
| 2007 | Ostatnie wspólne zdjęcie - Data: 22 października 2007 - Wydawca: Sony BMG - Format: CD, digital download | 30                | X                 |
| 2013 | Moizm - Data: 8 października 2013 - Wydawca: Sony Music - Format: CD, digital download                   | 17                | X                 |
| 2024 | Bailando - Data: 16 lutego 2024 - Wydawca: Universal Music Polska - Format: CD, digital download         | 10                | 2                 |

### Single
| 2002                           | „Spełni się”                         | 12 | —  | 7 | 28 | Makowiecki Band          |
| 2003                           | „Miasto kobiet”                      | 8  | —  | 8 | 32 | Makowiecki Band          |
| 2003                           | „Oto jestem”                         | 17 | —  | 9 | 50 | Makowiecki Band          |
| 2003                           | „Can’t Get You Out of My Head”       | —  | —  | — | 9  | Makowiecki Band          |
| 2005                           | „Między nocą a dniem”                | 1  | 26 | 2 | 17 | Piosenki na nie          |
| 2005                           | „Piosenka na nie”                    | 6  | 39 | — | 27 | Piosenki na nie          |
| 2007                           | „Nie jesteś sam”                     | —  | 42 | — | 8  | Ostatnie wspólne zdjęcie |
| 2007                           | „Ostatnie wspólne zdjęcie”           | —  | 14 | — | 1  | Ostatnie wspólne zdjęcie |
| 2008                           | „Szum wiatru i stereo”               | —  | —  | — | 19 | Ostatnie wspólne zdjęcie |
| 2012                           | „Las i beton”                        | —  | —  | — | —  | Moizm                    |
| 2013                           | „Holidays in Rome”                   | —  | 44 | — | 21 | Moizm                    |
| 2014                           | „A Summer Sale”                      | —  | 34 | — | —  | Moizm                    |
| 2018                           | „Najdłuższe pocałunki w Polsce”      | —  | 49 | — | —  | —                        |
| 2021                           | „Bardziej niż zwykle”                | —  | —  | — | —  | Bailando                 |
| 2022                           | "Nie Ma Nas" feat. Nosowska          | —  | —  | — | —  | Bailando                 |
| 2023                           | "Warszawa Wschodnia"                 | —  | —  | — | —  | Bailando                 |
| 2023                           | "Na paluszkach" feat. Julia Wieniawa | —  | —  | — | —  | Bailando                 |
| 2024                           | "Wiem, że to nie koniec"             | —  | —  | — | —  | Bailando                 |
| „—” pozycja nie była notowana. |                                      |    |    |   |    |                          |

### Gościnnie
| Rok  | Tytuł | Utwory |
| ---- | --- | --- |
| 2002 | Kompilacja - Idol Top 10 - Data: 2002 - Wydawca: Sony Music Entertainment Poland                                             | - „Może się wydawać” (chórki) - „Son of the Blue Sky” (solo) |
| 2006 | Ania Dąbrowska – Kilka historii na ten sam temat - Data: 16 października 2006 - Wydawca: Sony BMG Music Entertainment Poland | - „Trudno mi się przyznać” (chórki) - „Czego ona chce?” (chórki) - „Opowiedz mi” (chórki)                                                                                              |
| 2007 | Karolina Kozak – Tak zwyczajny dzień - Data: 14 września 2007 - Wydawca: Jazzboy                                             | - „Muszę cię odnaleźć” (chórki) - „Wytłumacz mi” (chórki) - „Psychologia” (chórki) - „Zapominasz lub nie wierzysz” (chórki) - „Zostaję tu” (chórki) - „Razem zestarzejmy się” (chórki) |
| 2009 | Reni Jusis – Iluzjon cz. I - Data: 24 kwietnia 2009 - Wydawca: Amfibia Records                                               | - „Nie umiem już kochać” (muzyka i słowa) |
| 2017 | Anita Lipnicka – Miód i dym - Data: 17 listopada 2017 - Wydawca: Warner Music Poland                                         | - „Jak Bonnie i Clyde” (śpiew) |

## Nagrody i nominacje
| Rok  | Konkurs        | Kategoria             | Tytułem           | Rezultat  |
| ---- | -------------- | --------------------- | ----------------- | --------- |
| 2003 | Fryderyki 2003 | Nowa twarz fonografii | Makowiecki Band   | Nominacja |
| 2014 | Fryderyki 2014 | Artysta Roku          | Tomasz Makowiecki | Nominacja |